# Powiat tucholski

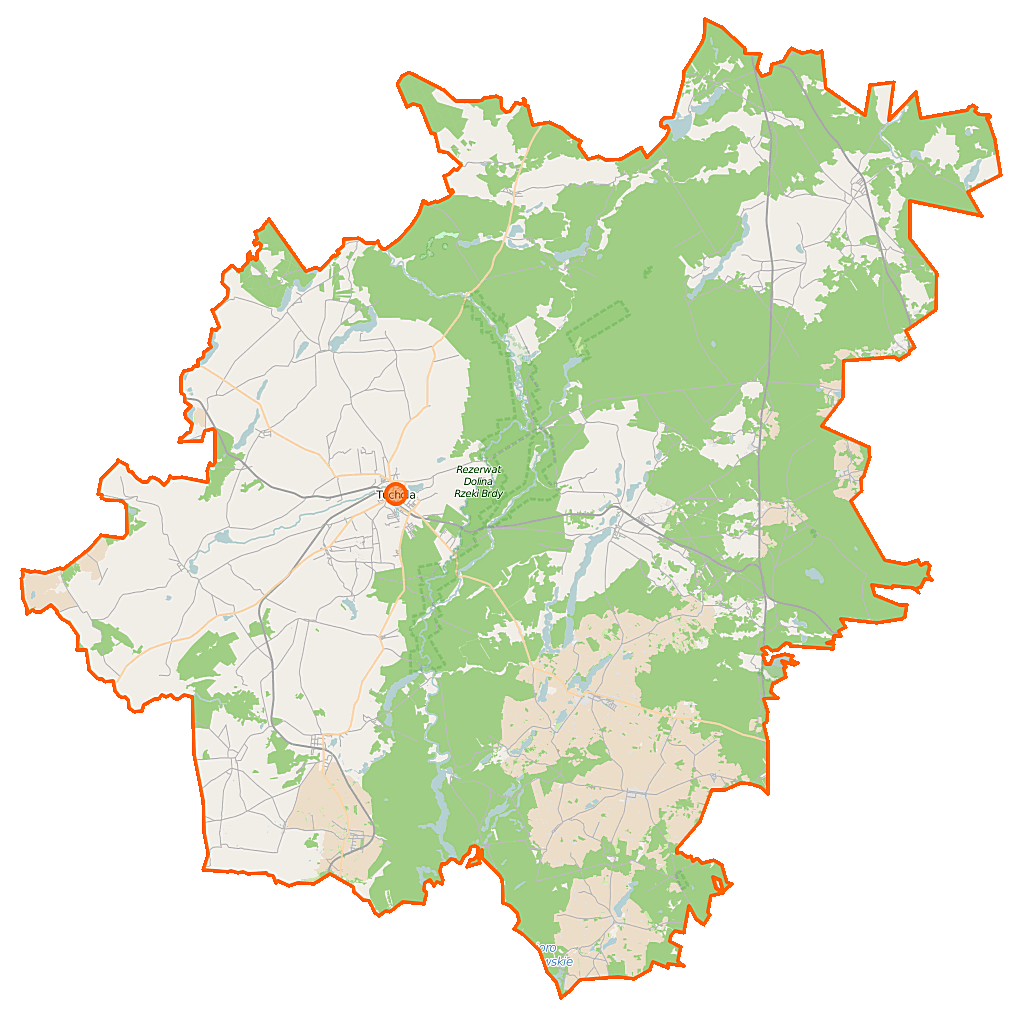
Mapa powiatu

Powiat tucholski – powiat w Polsce (w północnej części województwa kujawsko-pomorskiego), utworzony w 1999 roku w ramach reformy administracyjnej. Jego siedzibą jest miasto Tuchola.
W skład powiatu wchodzą:
- gminy miejsko-wiejskie: Tuchola
- gminy wiejskie: Cekcyn, Gostycyn, Kęsowo, Lubiewo, Śliwice
- miasta: Tuchola

## Demografia
W 2023 roku powiat zamieszkiwało 48 074 osób.
W Narodowym Spisie Ludności i Mieszkań 2021 1,14% mieszkańców powiatu zadeklarowało narodowość borowiacką. Drugim po polskim najczęściej używanym językiem domowym jest angielski, zadeklarowany przez 1,16% mieszkańców.
Liczba ludności (dane z 30 czerwca 2005):
|        | Ogółem | Ogółem | Kobiety | Kobiety | Mężczyźni | Mężczyźni |
| osób   | %      | osób   | %       | osób    | %         |           |
| ------ | ------ | ------ | ------- | ------- | --------- | --------- |
| Ogółem | 47 190 | 100    | 23 687  | 50,19   | 23 503    | 49,81     |
| Miasto | 13 962 | 29,59  | 7183    | 15,22   | 6779      | 14,37     |
| Wieś   | 33 228 | 70,41  | 16 504  | 34,97   | 16 724    | 35,44     |

▶Wieś vs ▶miasto
Ogółem (▶k, ▶m)
Miasto (▶k, ▶m)
Wieś (▶k, ▶m)

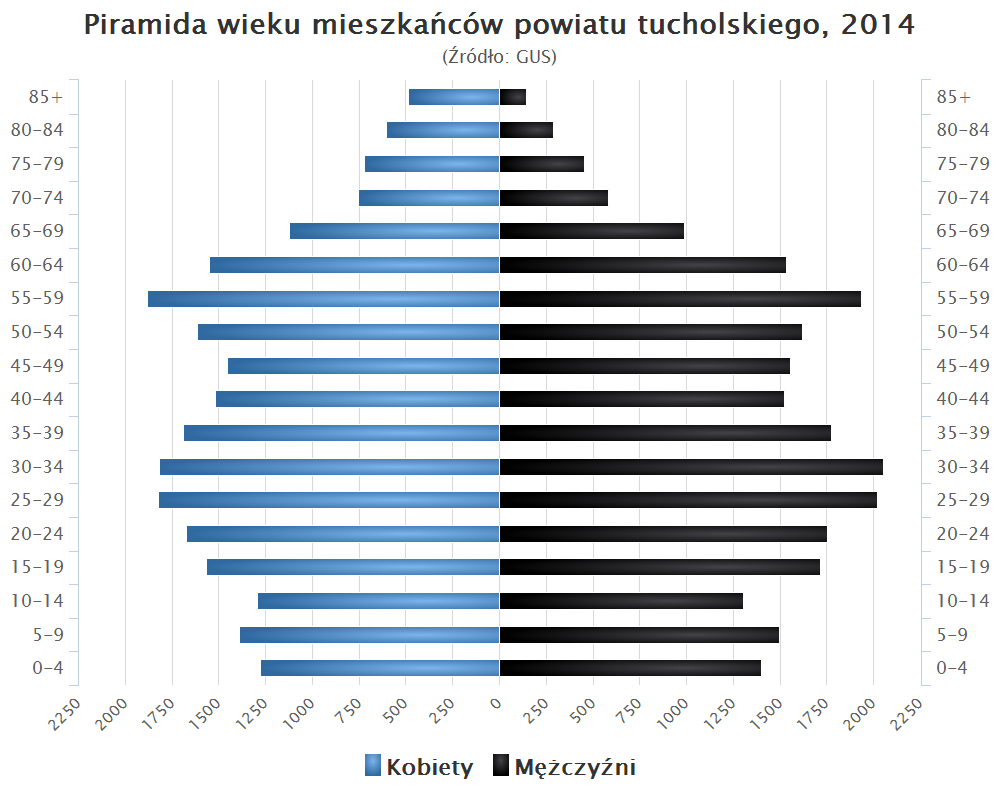
Piramida wieku mieszkańców powiatu tucholskiego w 2014 roku

Według danych z 31 grudnia 2019 roku powiat zamieszkiwały 48 383 osoby. Natomiast według danych z 30 czerwca 2020 roku powiat zamieszkiwało 48 338 osób.

## Rada Powiatu

### Skład Prezydium Rady Powiatu 2024 - 2029[7]
- Przewodnicząca Rady - Ilona Lesikowska (GdP),
- Wiceprzewodniczący Rady - Tomasz Bonk (GdP),
- Wiceprzewodniczący Rady - Sławomir Majnert (PiS),

#### Gminy dla Powiatu - 6 mandatów:
- Justyna Banaszek-Turzyńska,
- Tomasz Bonk
- Aleksander Fennig,
- Ilona Lesikowska,
- Anita Muzioł,
- Andrzej Urbański,

#### Koalicja Obywatelska- 1 mandat:
Krzysztof Dereszyński,

#### Prawo i Sprawiedliwość- 4 mandaty:
- Jerzy Kowalik,
- Dariusz Kwaśniewski,
- Antoni Lewandowski,
- Sławomir Majnert,

#### Razem dla Powiatu Tucholskiego 2024 - 2 mandaty:
- Waldemar Kierzkowski,
- Andrzej Myszkowski,

#### Trzecia Droga- 1 mandat:
- Eugeniusz Kłopotek (PSL),

#### Wspólny Powiat Tucholski 2024 - 3 mandaty:
- Andrzej Pruszak,
- Lucyna Karnowska,
- Michał Mróz.

### Zarząd Powiatu

#### Kadencja 2024 - 2029[8]
Starosta Tucholski - Andrzej Urbański (GdP),
Wicestarosta - Jerzy Kowalik (PiS),
Członek Zarządu - Waldemar Kierzkowski (Razem dla Pow.)

## Sąsiednie powiaty
- powiat świecki
- powiat bydgoski
- powiat sępoleński
- powiat chojnicki (pomorskie)
- powiat starogardzki (pomorskie)

## Powiat partnerski
Powiat tarnogórski

## Historia
Przed reformą administracyjną 1975 powiat tucholski należał do województwa bydgoskiego (1950–1975), a wcześniej do województwa pomorskiego z siedzibą w Bydgoszczy (1945-50). W II RP (1920–1939) powiat tucholski wchodził w skład województwa pomorskiego z siedzibą w Toruniu.
Powiat istniał także w okresie rozbiorów (1875–1920) w ramach Królestwa Prus, wchodząc w skład prowincji Prusy Zachodnie.
Wcześniej powiat tucholski funkcjonował w ramach państwa krzyżackiego, a następnie w ramach Korony Królestwa Polskiego począwszy od pokoju toruńskiego, zawartego przez Koronę z Zakonem krzyżackim w 1466 roku. Starostami tucholskimi byli m.in.: 
- XV wiek: Mikołaj Szarlejski, Jan Kościelecki, Mikołaj Kościelecki
- XVI wiek: Jan Janusz Kościelecki, Stanisław Kościelecki,
- XVII wiek: Albrycht Stanisław Radziwiłł, Dominik Mikołaj Radziwiłł, Jan Andrzej Morsztyn
- XVIII wiek: Michał Serwacy Wiśniowiecki, Jerzy Wilhelm Goltz

W 1744 roku ustanowiony został wilkierz starostwa tucholskiego.

## Starostowie tucholscy
Na podstawie źródła:
- Andrzej Wegner (9 listopada 1998 – 24 listopada 2006)
- Piotr Mówiński (24 listopada 2006 – 2 grudnia 2010)
- Dorota Gromowska (2 grudnia 2010 – 1 grudnia 2014)
- Michał Mróz (1 grudnia 2014 – 7 maja 2024)
- Andrzej Urbański (7 maja 2024 - obecnie)